# Hemichromis stellifer
Hemichromis stellifer är en fiskart som beskrevs av Loiselle, 1979. Hemichromis stellifer ingår i släktet Hemichromis och familjen Cichlidae. IUCN kategoriserar arten globalt som livskraftig. Inga underarter finns listade i Catalogue of Life.